# Nancy Carroll
Nancy Carroll (Nova York, 19 de novembre de 1903 – Nova York, 6 d'agost de 1965) va ser una actriu estatunidenca molt popular a la dècada dels anys 30.

## Biografia
Ann Verónica Lahiff (Nancy Carroll), filla de Thomas i Ann Lahiff, una família d'origen irlandès, va néixer a Nova York el 1903. Es va educar en aquella ciutat i als 16 anys va començar a treballar com estenògrafa en una oficina. Amb la seva germana van guanyar un concurs local de ball i això li va obrir les portes del teatre amateur. Els seus inicis com a actriu van ser en el circuit de Broadway, sobretot en musicals i això li va permetre agafar una experiència que anys després, amb l'arribada del sonor li seria valuosa. El seu debut a Broadway va ser com a corista a “The Passing Show of 1923”.
Mentre actuava en “The Passing Show of 1924" va conèixer Jack Kirkland i es van casar el 1925. La carrera d'ell com a dramaturg els va dur a Hollywood on ella va començar a actuar en el mon del cinema. El seu debut va ser amb la Fox en la pel·lícula “Ladies Must Dress” (1927) però ràpidament signaria un contracte amb la Paramount. El 1928 ja va participar en vuit pel·lícules com “Easy Come, Easy Go”, que la va donar a conèixer. El 1931 va ser nominada l'Oscar a la millor actriu per la seva actuació en “The Devil's Holiday” (1930). Aquell mateix any es va divorciar de Jack Kirkland, per tornar-se a casar l'any següent amb Francis Bolton Mallory. Entre les seves pel·lícules per a la Paramount destaquen “Laughter” (1930), “Paramount on Parade” (1930), “Hot Saturday” (1932), i "Cançó de bressol trencada" (1932).

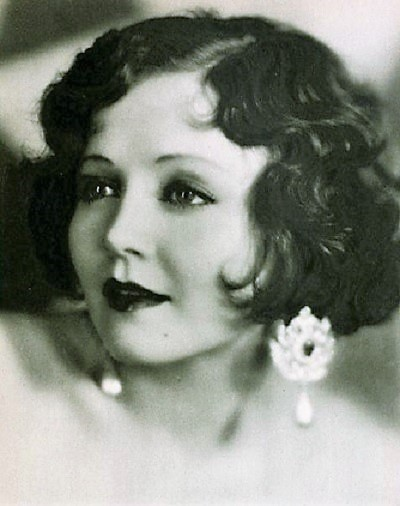
Nancy Carroll (1929)

Malgrat el seu gran èxit (era l'actriu que rebia més cartes dels seus fans, el 1933 la Paramount la va despedir substituint-la per Claudette Colbert al·legant que l'actriu es negava a interpretar molts dels papers que la productora li oferia així com el seu caràcter molt difícil. Va realitzar algunes pel·lícules per a la Columbia o la Fox però aviat només va trobar papers poc rellevants i la seva carrera va declinar ràpidament. El 1935 es va divorciar del seu segon marit. Es va retirar del cinema el 1938 per tornar al teatre i actuar a la televisió. Va morir a Nova York el 1965 a causa d'un aneurisma.

## Filmografia
- Ladies Must Dress,(1927)
- Abie's Irish Rose (1928)
- Easy Come, Easy Go (1928)
- Chicken a La King (1928)
- The Water Hole (1928)
- Manhattan Cocktail (1928)
- The Shopworn Angel (1928)
- The Wolf of Wall Street'' (1929)
- Sin Sister (1929)
- Close Harmony (1929)
- The Dance of Life (1929)
- Illusion (1929)
- Sweetie (1929)
- Dangerous Paradise (1930)
- Honey (1930)
- The Devil's Holiday (1930)
- Loughter (1930)
- Follow Thru (1930)
- Stolen Heaven (1931)
- Night Angel (1931)
- Personal Maid (1931)
- Cançó de bressol trencada (Broken Lullaby) (1932)
- Wayward (1932)
- Hot Saturday (1932)
- Scarlet Dawn (1932)
- Under-Cover Man (1932)
- Child of Manhattan (1933)
- The Woman Accused, regia di Paul Sloane (1933)
- The Kiss Before the Mirror (1933)
- I Love That Man (1933)
- Springtime for Henry (1934)
- Vaixell sense port (Transatlantic Merry-Go-Round) (1934)
- Jealousy (1934)
- I'll Love You Always (1935)
- After the Dance (1935)
- Atlantic Adventure (1935)
- That Certain Age (1938)
- There Goes My Heart (1938)